# Kolwezi (district)
Pour les articles homonymes, voir Kolwezi (homonymie).
Le District urbano-rural de Kolwezi est un district de la province du Katanga en république démocratique du Congo.

## Future province
Le district de Kolwezi devrait fusionner avec le district de Lualaba ainsi que la ville de Kolwezi pour former la province de Lualaba, prévue par la Constitution de 2005.
le district de Kolwezi a un aéroport national qui sert de trafic avec d'autres villes de la RDC. c'est un district minier.